# Karl Wolff
Karl Friedrich Otto Wolff, född 13 maj 1900 i Darmstadt, död 15 juli 1984 i Rosenheim, var en tysk SS-officer och en av Reichsführer-SS Heinrich Himmlers närmaste män.

## Biografi
Wolff deltog som officer i första världskriget. År 1931 blev han medlem i Nationalsocialistiska tyska arbetarepartiet (NSDAP) och SS. Från mars 1933 var han riksdagsman för nazisterna. I juli 1933 blev han Heinrich Himmlers personlige adjutant och i november 1935 chef för Himmlers stab. 
Wolff utnämndes i januari 1937 till Gruppenführer. När andra världskriget bröt ut den 1 september 1939 blev Wolff förbindelseofficer för SS i Führerhögkvarteret. Den 30 januari 1942 befordrades han till Obergruppenführer och general i Waffen-SS. Hösten 1943 sändes Wolff som SS- och polischef till Italien, där han kom att fungera som tysk militärguvernör i Norditalien, som formellt styrdes av Mussolini, den så kallade Salòrepubliken. Den 20 april 1945 befordrades han till Oberstgruppenführer och generalöverste i Waffen-SS. Under andra världskrigets slutskede sökte Wolff kontakt med de allierade genom Allen Dulles och uppnådde ett vapenstillestånd den 29 april 1945 vilket trädde i kraft den 2 maj.
Vid Nürnbergprocessen 1945–1946 var Wolff ett av åklagarnas vittnen. 1949 dömdes han till fyra års fängelse och släpptes därefter. Han skulle dock ställas inför rätta på nytt; denna gång i Västtyskland 1964 för deportationen av minst 300 000 judar till koncentrationsläger. Han dömdes till 15 års fängelse men benådades 1969 av hälsoskäl.

## Befordringar i SS
| Datum            | Tjänstegrad         |
| ---------------- | ------------------- |
| 18 februari 1932 | Sturmführer         |
| 30 januari 1933  | Sturmhauptführer    |
| 9 november 1933  | Sturmbannführer     |
| 30 januari 1934  | Obersturmbannführer |
| 20 april 1934    | Standartenführer    |
| 4 juli 1934      | Oberführer          |
| 9 november 1935  | Brigadeführer       |
| 30 januari 1937  | Gruppenführer       |
| 30 januari 1942  | Obergruppenführer   |

Under flera intervjuer på 1970-talet hävdade Wolff att han den 20 april 1945 blivit befordrad till Oberstgruppenführer (generalöverste) av Adolf Hitler personligen. I samband med inspelningen av TV-serien The World at War i början av 1970-talet visade Wolff för seriens producenter sina kragspeglar och axeltränsar med insignier för Oberstgruppenführer. Denna tjänstegrad finns dock inte med i Wolff tjänstedokument i SS. I boken Hitler: Stalins hemliga dossier anges Oberstgruppenführer som Wolffs slutliga tjänstegrad.